# Homa Nategh
Homa Nategh (persan : هما ناطق), née le 26 mai 1934 et décédée le 1er janvier 2016, est une historienne iranienne et autrefois professeure à l'université de Téhéran,. Elle est spécialiste de l'histoire contemporaine de l'Iran. Après la révolution iranienne de 1979, elle est expulsée de l'université de Téhéran et s'installe à Paris, où elle devient professeure ès études iraniennes à la Sorbonne et réside jusqu'à son décès. À la Sorbonne, elle publie plusieurs articles sur l'histoire de l'Iran pendant la période Kadjar. Elle décède le 1er janvier 2016 dans un village du centre de France.

## Activités politiques
Nategh commence ses activités politiques alors qu'elle est étudiante à Paris. Elle est décrite comme « sympathique aux causes féministes et à l'aile gauche du Front National ». Ironiquement, cependant, lors de la révolution iranienne de 1979, elle se joint aux voix des islamistes fondamentalistes et invite toutes les femmes à porter le voile islamique.

## Œuvres
- (fr) Homa Nategh, « L'influence de la Révolution française en Perse (XIXe et début du XXe siècle) », CEMOTI, Cahiers d'Études sur la Méditerranée Orientale et le monde Turco-Iranien, vol. 12, no 1,‎ 1991, p. 117–129 (DOI 10.3406/cemot.1991.985, lire en ligne, consulté le 3 novembre 2023)
- (fa) Homa Nategh, Hafez Khonyagari Mey Va Shadi, Ketab Corp., 2004, 461 p. (ISBN 978-1-59584-021-9)
- (fr) Homa Nategh (trad. du persan par Alain Chaoulli et Atieh Zadeh, préf. Francis Richard), Les Français en Perse : les écoles religieuses et séculières, Paris, l'Harmattan, coll. « L'Iran en transition », 2014, 272 p. (ISBN 978-2-343-03968-8, BNF 44220994, lire en ligne)